# Emir Dilaver
Emir Dilaver (Tomislavgrad, 7. svibnja 1991.) austrijski je nogometaš koji igra na poziciji braniča. Trenutačno igra za Gänserndorf Süd.

## Klupska karijera
Dilaver je karijeru započeo u austrijskom klubu Austria Beč gdje je kroz mlađe kategorije stigao do prve momčadi. Od 2014. do 2017. nosio je dres mađarskog Ferencvárosa, da bi na ljeto 2017. potpisao ugovor s Lechom. Za Dinamo je potpisao 29. svibnja 2018. godine četverogodišnji ugovor. Dres zagrebačkog kluba nosio je dvije sezone i nakon toga otišao u Çaykur Rizespor. S njima je 27. rujna 2020. godine potpisao trogodišnji ugovor.Dana 31. kolovoza 2021. godine, Dilaver se vratio u zagrebački Dinamo.

## Priznanja

### Klupska
Austria Beč
- Austrijska Bundesliga (1): 2012./13.

Ferencváros
- Nemzeti Bajnokság I (1): 2015./16.
- Magyar Kupa (3):: 2014./15., 2015./16., 2016./17.
- Ligakupa (1): 2014./15.
- Szuperkupa (2): 2015., 2016.

Dinamo Zagreb
- 1. HNL/HNL (4): 2018./19., 2019./20., 2021./22., 2022./23.
- Hrvatski nogometni superkup (2): 2019., 2022.

## Vanjske poveznice
- Profil, Soccerway
- Profil, Transfermarkt